# جشنواره بلک فیلم تورنتو
جشنواره بلک فیلم تورنتو (انگلیسی: Toronto Black Film Festival) جشنواره سالانه فیلم در تورنتو، انتاریو است. این جشنواره که در فوریه هر سال به عنوان بخشی از ماه تاریخ سیاه‌پوستان برگزار می‌شود، منتخبی از فیلم‌های آفریقایی، کارائیب، سیاه‌پوستان آمریکا و سیاه‌پوستان کانادا را برنامه‌ریزی می‌کند.